# MS Manifest Lipcowy
MS Manifest Lipcowy – pierwszy zbudowany w Polsce statek klasy panamax, masowiec typu B-521, zbudowany w Stoczni im. Komuny Paryskiej w Gdyni i zwodowany w kwietniu 1970 roku. W chwili powstania był największym statkiem Polskiej Marynarki Handlowej; przeznaczony był do przewozu węgla, rudy, fosforytów i apatytów.

## Historia i rejsy
„Manifest Lipcowy” był największym statkiem zbudowanym do tamtej pory w Polsce. Głównym konstruktorem i projektantem był Jerzy Igielski. Projekt powstał w 1968 roku i wtedy rozpoczęto cięcie blach. Statek budowano metodą połówkową. Stępkę położono 11 września 1969. Część rufową wodowano 11 listopada 1969, po czym 18 marca 1970 połączono ją w doku z częścią przednią i wodowanie całości nastąpiło 1 kwietnia 1970. Matką chrzestną była spawaczka Irena Ostrowska. Statek został ukończony 31 sierpnia 1970 i 15 września przekazany armatorowi. Nazwę nadano mu na cześć manifestu PKWN, którego 25. rocznicę ogłoszenia obchodzono w roku rozpoczęcia budowy statku. Statek był prototypem typu B 521 i nosił numer budowy B 521/1.
W dziewiczy rejs statek wyruszył z węglem ze Świnoujścia do Tarentu, pod dowództwem kpt. ż.w. Józefa Miłobędzkiego. Następnie 22 października 1970 wyruszył z węglem do Nagoi w Japonii, pod dowództwem kpt. ż.w. Jana Ulickiego. Statek cztery razy w tej podróży przeciął równik i w drodze powrotnej jako pierwszy polski statek handlowy z ładunkiem opłynął 1 lutego 1971 przylądek Horn.
Masowiec ten miał siedem samotrymujących się ładowni o pojemności prawie 64 tys. m³. Pokrywy ładowni rozsuwały się hydraulicznie na boki (systemu MacGregor), co było nowoczesnym rozwiązaniem, po raz pierwszy zastosowanym na polskim statku. Odsłaniały one dostęp dla dźwigów portowych do szerokich, obszernych ładowni. „Manifest” nie posiadał własnych urządzeń przeładunkowych, jedynie trzy 1,5-tonowe bomy gospodarcze i sześć półtonowych dźwigów pomocniczych. System balastowania statku pozwalał na kombinowany przewóz ładunków: z jednej strony ciężkiej rudy, z drugiej na przykład lekkiego zboża. Dla przewozu rudy ładownie 1, 3, 5 i 7 zostały dodatkowo wzmocnione płytami stali o podwyższonej wytrzymałości (GA-15).
Jak na lata 70. XX wieku jednostka była wyposażona w nowoczesne urządzenia nawigacyjne i antykolizyjne radary. Posiadała też silne windy manewrowe z automatycznym naciągiem lin cumowniczych na czas postoju w porcie. Silnik Cegielski-Sulzer 9RD76, dający moc 15 300 KM przy 122 obr./min pozwalał statkowi osiągać prędkość 15,4 węzła pod pełnym obciążeniem. Zasięg miał, jak na owe czasy, także bardzo duży – 12 tysięcy mil morskich, dlatego przeznaczono go do oceanicznej żeglugi trampowej.
Wszyscy członkowie 46-osobowej załogi Manifestu mieszkali we własnych kabinach wyposażonych w toalety. Statek był klimatyzowany a marynarze mieli do dyspozycji basen pływacki, saunę, salę gimnastyczną i kinową, świetlicę.
Mimo że na „Manifeście” zastosowano wiele nowoczesnych rozwiązań, a załoga korzystała z licznych wygód, nie był to statek do końca udany. Odczuwalna była wibracja układu napędowego, a nadto nadmierne kołysanie, z uwagi na brak stępek przeciwprzechyłowych. Polska Żegluga Morska sprzedała go po trzynastu latach eksploatacji i przewiezieniu około 4 milionów ton ładunków, 4 stycznia 1983, przedsiębiorstwu Żegluga Polska. W następnych statkach projektu B 521 wprowadzono zmiany konstrukcyjne, m.in. obniżono nadbudówkę, dodano stępki przeciwprzechyłowe i zmniejszono liczbę kominów do jednego. Z serii 11 zbudowanych statków 9 przeznaczono na eksport, a pod polską banderą pływały MS „Politechnika Szczecińska” i MS „Politechnika Śląska”.
„Manifest Lipcowy” został następnie sprzedany polsko-cypryjskiej spółce Polhellas i 23 kwietnia 1983 zaczął pływać pod banderą Sri Lanki, pod nazwą „Lena” (według innych informacji „Leno”). W 1986 roku zmienił banderę na cypryjską i nazwę na „Kotronas”, a następnie w 1987 na „Despina”. Został sprzedany na złom do Chin w listopadzie 1999 roku.